# 韩纵革命烈士纪念碑
韩纵革命烈士纪念碑，位于中国广东省潮州市潮安区登塘镇，为潮州市潮安区文物保护单位，类型为近现代重要史迹及代表性建筑，公布时间为2006年4月。
韩纵革命烈士纪念碑立于1954年。